# Maria Sanders

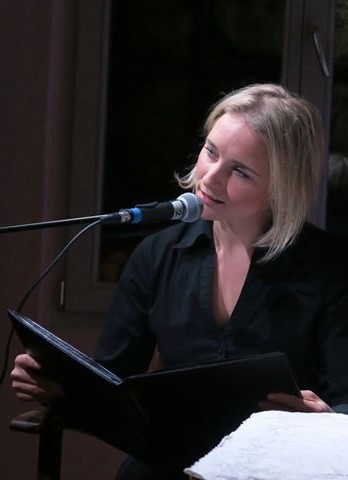
Lesung in der Kulturmühle Buchhagen

Maria Sanders (* 15. Mai 1984 in Strausberg) ist eine deutsche Journalistin und Schriftstellerin.

## Leben
Maria Sanders wurde in Strausberg geboren und wuchs in Hohenlohe (Baden-Württemberg) auf. Sie arbeitete nach ihrem Schulabschluss in mehreren Berufen, bevor sie mit Mitte zwanzig ihre Fachhochschulreife absolvierte. Mit 27 Jahren studierte Sanders Kommunikation, Medienmanagement und Philosophie an der Hochschule Heilbronn mit erfolgreichem Abschluss. Vor ihrem Studium war sie bereits als freie Journalistin tätig und wirkte später unter anderem an zahlreichen Beiträgen für den Fernsehsender ProSiebenSat.1 und das ARD-Auslandsstudio in New York mit.
Als Autorin erhielt sie 2016 ihre erste Anerkennung. Mit ihrer Kurzgeschichte In jedem Augenblick gewann sie den 1. Platz des Aschauer Autorenpreises, die in der Anthologie Kampenwand veröffentlicht wurde. Tilda, eine weitere Kurzgeschichte, wurde 2018 in der Anthologie Lichter im Advent herausgegeben.
Maria Sanders lebt in Heilbronn.

## Auszeichnung
2016: Aschauer Autorenpreis, 1. Platz

## Werke
Belletristik
- Tilda, Kurzgeschichte, Rhein-Mosel-Verlag, Zell/Mosel 2018, ISBN 978-3-89801-406-9.
- In jedem Augenblick, Kurzgeschichte, tredition GmbH, Hamburg 2017, ISBN 978-3-7439-5801-2.